# إيباديرم
إيباديرم، عبارة عن علامة التجارية من المطريات التي أحدثت من قبل (Mölnlycke Health Car) ,و التي سوف يتم إستخدامها لعلاج الجلد الجاف، في مثل حالات الإكزيما.
تتكون إيباديرم من مادتين فعالتين، شمع الإستحلاب (مستحلب) و البارافين اللين الأصفر، كما أنه يحتوي على البارافين السائل. إن التركيبة لا تحتوي على العطور، ملونات أو أي إضافات، وأيضا لا يحتوي شمع الإستحلاب على sodium lauryl sulphate)) , وهذا يتم وفقا للشركة المصنعة. يساعد إباديرم على تشكيل حاجز لكي يقوم على الاحتفاظ بالرطوبة داخل الجلد. إن هذا المستحضر إيباديرم متعدد الإستعمالات ويمكن إستعماله على الجلد كمطري، كغسول أو كمطهر للجلد عند الغسل أو الإستحمام. بناءا على ذلك فإنه يقوم على تقديم العلاج للمراحل الثلاثة افرط الحساسية (الإستشرائي) الأكزيما، وأيضا اقترح لعلاج كامل كمطريات .
لقد تم تطوير إيباديرم من قبل الطباء في المشفى (Royal Victoria) في (Newcastle upon Tyne) للأكزيما التي يعاني منها الأطفال .